# 7 de 6 amb l'agulla
|  | Aquest article tracta sobre el 7 de 6 amb un pilar dins. Vegeu-ne altres significats a «7 de 6 amb dues agulles». |

El 7 de 6 amb l'agulla o 7 de 6 amb el pilar, és una construcció d'estructura composta formada per una estructura de 7 de 6 que es fa amb un pilar de 4 a l'interior del castell, dins de l'estructura del quatre central. Així, després de fer les dues aletes, al desmuntar el tronc del castell, queda al descobert un pilar de 4.

## Història
Es tracta d'un castell inèdit als segles xix i xx. Durant el segle xxi només quatre colles l'han assolit. Fou intentat i descarregat per primera vegada el 20 de desembre de 2018 per la colla castellera universitària Ganàpies de la UAB. El 2023 fou intentat i descarregat pels Salats de Súria, essent aquesta la primera vegada que ho assolia una colla convencional. Durant el 2024 dues colles més l'han assolit: els Castellers del Foix de Cubelles i la Colla Castellera de l'Alt Maresme i la Selva Marítima, essent, fins aleshores, les darreres colles en aconseguir-ho.

## Colles
Actualment només hi ha 4 colles castelleres que han aconseguit descarregar el 7 de 6 amb l'agulla. D'aquestes, totes l'han carregat i descarregat al primer intent. La taula següent mostra la data, diada i plaça en què les colles el descarregaren:
| Núm. | Colla                                                 | Data                   | Diada                                      | Plaça                           |
| ---- | ----------------------------------------------------- | ---------------------- | ------------------------------------------ | ------------------------------- |
| 1    | Ganàpies de la UAB                                    | 20 de desembre de 2018 | XXIII Aniversari dels Arreplegats de la ZU | Facultat de Biologia, Barcelona |
| 2    | Salats de Súria                                       | 15 de juliol de 2023   | Festa Major de Súria                       | Plaça de la Serradora, Súria    |
| 3    | Castellers del Foix de Cubelles                       | 10 de novembre de 2024 | XXI Diada dels Matossers de Molins de Rei  | Plaça de la Vila, Molins de Rei |
| 4    | Colla Castellera de l'Alt Maresme i la Selva Marítima | 1 de desembre de 2024  | Festa Major de Sant Andreu de Palomar      | Carrer Sant Adrià, Barcelona    |

## Estadística
| Resultat              |
| --------------------- |
| Descarregat (D)       |
| Carregat (C)          |
| Intent (I)            |
| Intent desmuntat (ID) |

Actualitzat el 5 de desembre de 2024

### Nombre de vegades
Fins a l'actualitat s'han fet 4 intents d'aquest castell, tots descarregats. A continuació hi ha les seves dades estadístiques.
| Colla                                                 | D    | C  | I  | ID | Total |
| ----------------------------------------------------- | ---- | -- | -- | -- | ----- |
| Ganàpies de la UAB                                    | 1    | 0  | 0  | 0  | 1     |
| Salats de Súria                                       | 1    | 0  | 0  | 0  | 1     |
| Castellers del Foix de Cubelles                       | 1    | 0  | 0  | 0  | 1     |
| Colla Castellera de l'Alt Maresme i la Selva Marítima | 1    | 0  | 0  | 0  | 1     |
| Total                                                 | 4    | 0  | 0  | 0  | 4     |
| Percentatge                                           | 100% | 0% | 0% | 0% | 100%  |

### Poblacions
Fins a l'actualitat el 7 de 6 amb l'agulla s'ha descarregat a 3 poblacions diferents.
| Població      | D | C | I | ID | Total |
| ------------- | - | - | - | -- | ----- |
| Barcelona     | 2 | 0 | 0 | 0  | 2     |
| Súria         | 1 | 0 | 0 | 0  | 1     |
| Molins de Rei | 1 | 0 | 0 | 0  | 1     |
| Total         | 4 | 0 | 0 | 0  | 4     |